# Edulcorantes no refinados
Normalmente los edulcorantes o endulzantes no refinados son obtenidos de procesar los frutos o la savia de las plantas, aunque también pueden ser fabricados a partir de otras partes de la planta. Algunos edulcorantes son preparados a partir de almidón, mediante el uso de enzimas.

## Endulzantes de savia

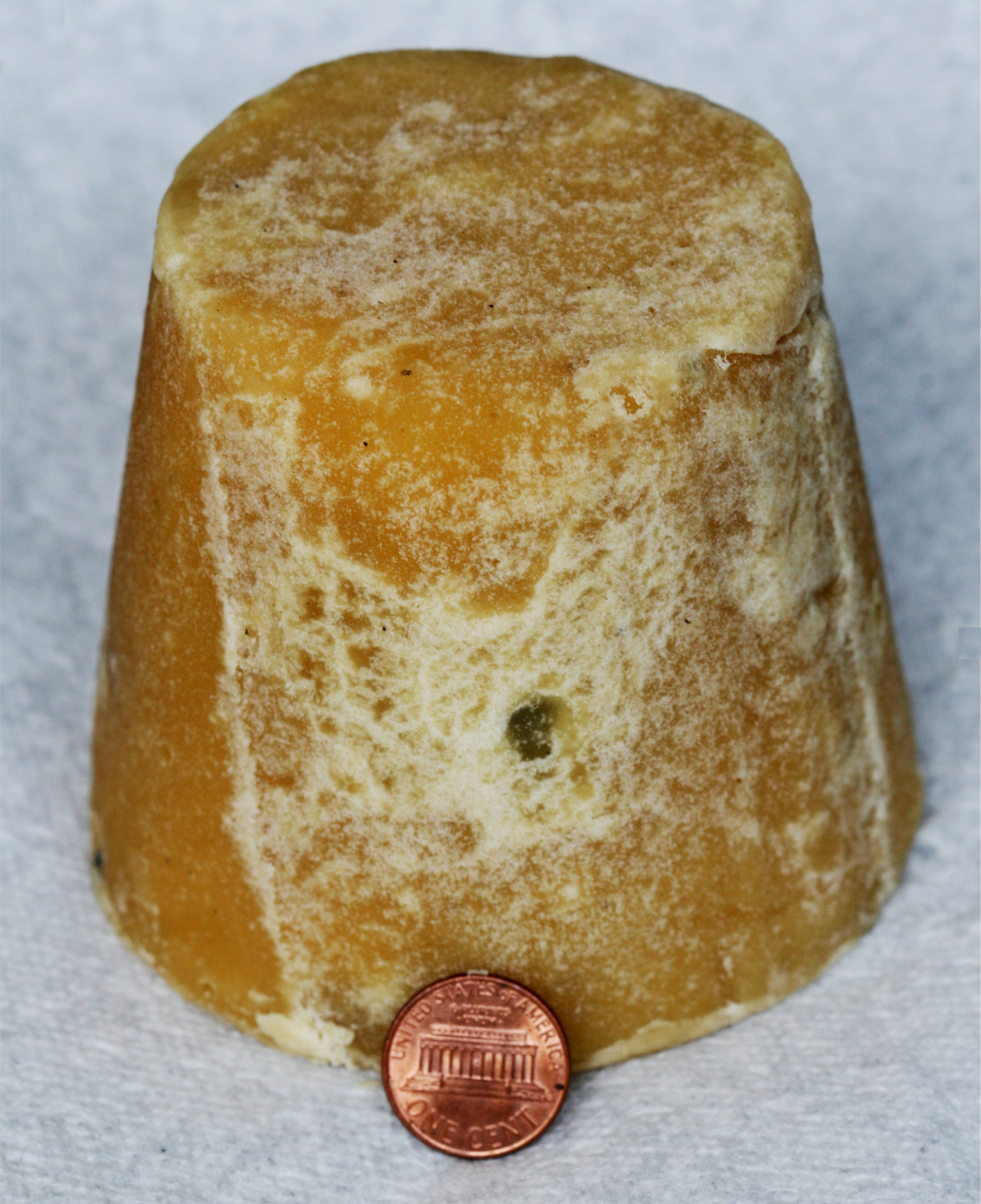
Bloque de panela de la India, un tipo de azúcar moreno natural.

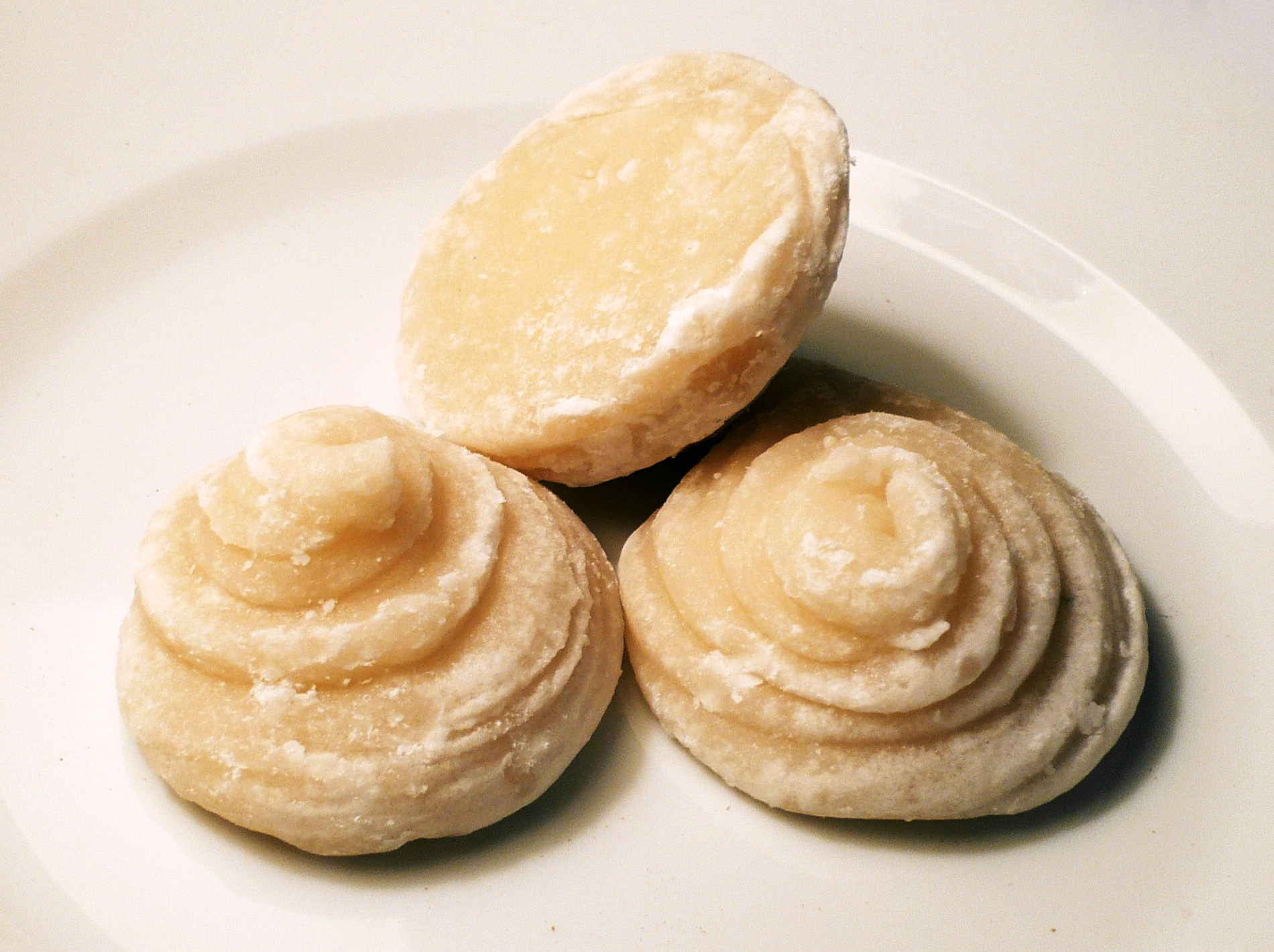
Tres bloques de azúcar de palmera producidas con fines comerciales.

La savia de algunas especies de plantas es concentrada para hacer edulcorantes, normalmente mediante secado o ebullición. 
- Zumo de caña, melaza y azúcar moreno natural, que tiene muchos nombres regionales y comerciales incluyendo panela, son obtenidos a partir de caña de azúcar.
- Melaza de sorgo es preparado con el zumo dulce extraído de los tallos de Sorghum, especialmente S. bicolor.
- Azúcar mexicano o de maíz se lo obtiene mediante la ebullición del zumo de tallos de maíz verde.[1]
- Aguamiel es preparado a partir de la savia de Agave, incluyendo agave tequilana.[2]
- Jarabe de abedul es preparado con la savia de los abedules.[3]
- A partir de la savia del arce se puede preparar jarabe, caramelo y azúcar.[4]
- Azúcar de palmera es obtenido de la savia proveniente de los tallos de varios tipos de palmeras. La especie más importante para este azúcar es la de la palmera datilera silvestre), pero otras especies usadas incluyen palmira (Borassus flabelliformis), cocotero (Cocos nucifera), cola de pescado (Caryota urens), Arenga saccharifera y Nypa fruticans.[5][6]

## Endulzantes de raíces
El jugo que se extrae de las raíces tuberosas de ciertas plantas, es al igual que la savia, concentrado para preparar endulzantes, por lo general mediante procesos de secado o ebullición.
- El jarabe de azúcar de remolacha (Zuckerrübensirup en alemán) se prepara con las raíces tuberosas de la remolacha azucarera (Beta vulgaris).[7] La melaza de la remolacha azucarera, es un producto intermedio que se obtiene durante el procesamiento de las raíces para obtener azúcar refinada, aunque por lo general solo se la utiliza para alimentar animales de granja.[8]
- El jarabe de yacón se prepara con las raíces tuberosas del yacón (Smallanthus sonchifolius ).[9]
- Jarabe de raíz de perifollo oloroso
- Raíz de regaliz

## Endulzantes de néctar y flores
- Se prepara un azúcar marrón bebible hirviendo el rocío y néctar de las flores del "algodoncillo de Siria" (Asclepias syriaca).[10]

## Endulzantes de semillas
Las semillas portadoras de almidón de ciertas plantas son transformadas en edulcorantes mediante el uso de enzimas formadas durante la germinación o mediante cultivos bacterianos. Algunos endulzantes preparados con almidón son bastante refinados y se obtienen degradando almidones purificados mediante el uso de enzimas, tal es el caso del jarabe de maíz.
- El jarabe de malta de cebada se obtiene a partir de granos de cebada germinados.[11]
- El jarabe de malta de arroz marrón se obtiene a partir de granos de arroz cocidos y luego sembrados con cultivos de enzimas de malta.[12]
- El amazake se prepara utilizando arroz fermentado con Koji (Aspergillus oryzae).[12]

## Endulzantes de frutos
Numerosos frutos frescos, frutos secos y jugos de frutos son utilizados como edulcorantes. Algunos ejemplos son:
- Azúcar de sandías, preparado hirviendo jugo de sandías maduras.[13]
- Azúcar de calabaza, preparado grating las calabazas, en forma similar a como se prepara el azúcar de remolacha.[14][15]
- Los dátiles de la palmera datilera, Phoenix dactylifera), son utilizados para preparar pasta de dátil, una melaza untable, jarabe ("dibs"), o polvo (azúcar de dátil).
- El jallab se obtiene de mezclar dátiles, melaza de uva y agua de rosas.
- El pekmez se prepara con jugos de uvas, higo (Ficus carica) y mulberry (Morus spp.), condensados al hervirlos junto con agentes coagulantes.

Una variedad de melazas se prepara a partir de frutos:
- La melaza de algarrobo se prepara con la pulpa del fruto del algarrobo.[16]

## Endulzantes de hojas

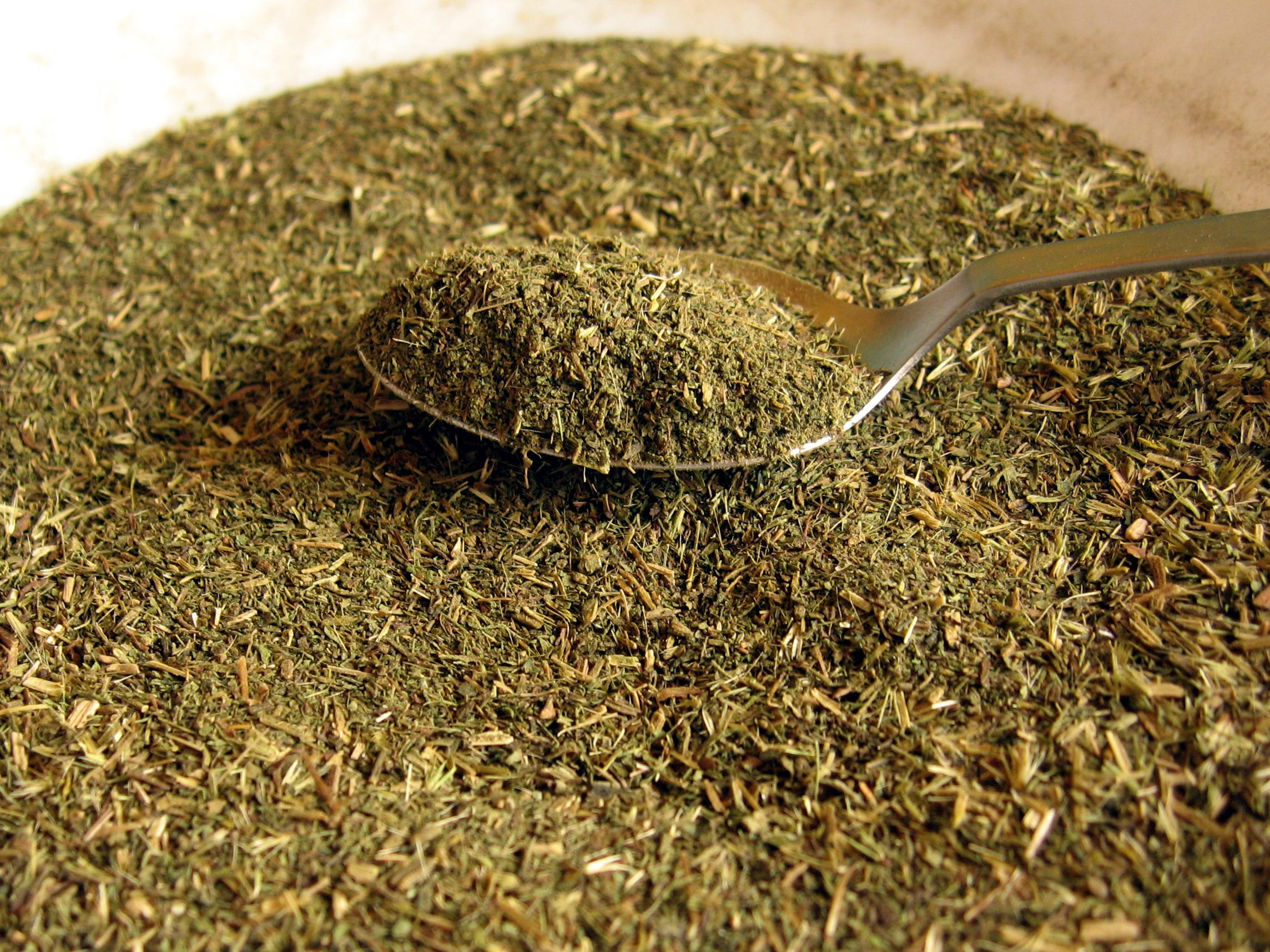
Hojas secas y molidas de Stevia, que se utilizan como edulcorante.

Existen algunas pocas especies de plantas cuyas hojas son dulces y por lo tanto se las puede utilizar como edulcorantes.
- Las hojas de la especie Stevia rebaudiana se pueden utilizar en su totalidad, o secas y molidas para endulzar comidas o bebidas. La stevia no contiene carbohidratos ni calorías.[17]
- El jiaogulan (Gynostemma pentaphyllum), posee hojas dulces, aunque no tan dulces como las de la stevia.[18]